# Schlesische Bergwacht (Zeitschrift)
Schlesische Bergwacht, Untertitel Zeitschrift der Heimatvertriebenen aus Stadt und Kreis Hirschberg, dem Riesen- und Isergebirge und des Riesengebirgsvereins : mit Goldberg-Haynauer Heimatnachrichten, Zeitschrift des Altkreises Schönau a.K. und Mitteilungsblatt der Heimatvertriebenen des Kreises Goldberg, ist die Zeitschrift der Heimatvertriebenen aus Stadt und Kreis Hirschberg (heute Jelenia Góra), dem Riesen- und Isergebirge und des Riesengebirgsvereins. Zusammen mit den Goldberg-Haynauer Heimatnachrichten, Untertitel Zeitschrift des Altkreises Schönau a.K. und Mitteilungsblatt der Heimatvertriebenen des Kreises Goldberg, erscheint der Titel seit September 2022 zweimonatlich. Darüber hinaus ist 1966 auch der Titel ’s Heemteglöckla, Untertitel Rundbrief der Heimatgemeinschaft Krummhübel-Brückenberg in der Schlesischen Bergwacht aufgegangen.
Als Vorgänger erschien von 1950 bis Ausgabe 4/1953 der Titel Die Bergwacht, Untertitel Mitteilungsblatt der Heimatvertriebenen aus Stadt und Kreis Hirschberg, dem Riesen- und Isergebirge. Nach Angaben in der bibliografischen Datenbank Zeitschriftendatenbank wird die Schlesische Bergwacht, die ursprünglich ein zweiwöchentliches Erscheinungsdatum hatte, inklusive der Pflichtexemplare in 20 öffentlichen Bibliotheken vorgehalten. Als Beilage sind die Nachrichten der Heimatgemeinden Arnsdorf, Glausnitz und Steinseiffen : d. kleine Lomnitztalbote enthalten.